# La Paloma (Durazno)
La Paloma – miasto w Urugwaju, w departamencie Durazno.